# CBN Amazônia Macapá
CBN Amazônia Macapá é uma emissora de rádio brasileira sediada em Macapá, capital do estado do Amapá. Opera no dial FM, na frequência 93.3 MHz, e é afiliada à CBN. Pertence ao Grupo Rede Amazônica, que controla as demais emissoras da CBN Amazônia na Região Norte.

## História
A emissora foi fundada com o nome de Amapá FM, uma emissora de rádio que no começo, havia um segmento de música pop, que anos depois passou a ter um segmento bem popular. Entre a década de 1990, até 2017, a emissora apresentava bons índices de audiência, e em alguns casos ela liderava totalmente a audiência, segundo pesquisas do IBOPE.
Em 2018, depois da criação da CBN Amazônia nos estados de: Amazonas, Acre e Rondônia, agora chegou a vez do Amapá receber o sinal da CBN. A emissora estreou no dia 19 de fevereiro de 2018 substituindo a Amapá FM. A estreia da emissora marcou a volta da CBN para a Capital Macapá depois de quase 6 anos fora do ar na cidade, quando a CBN era transmitida no AM 670 kHz (atualmente Rádio Equatorial) que na época pertencia ao Z Sistema Equatorial de Comunicações, e que logo após passou a virar afiliada da Rádio Globo.
Em novembro de 2020, durante o blecaute que interrompeu o fornecimento de energia para grande parte do estado do Amapá, no episódio conhecido como Apagão no Amapá em 2020, a CBN Macapá foi o único veículo de comunicação a se manter no ar e veicular informações sobre a crise, funcionando graças ao emprego de geradores. A rádio cobriu o apagão e seus desdobramentos, com o reforço de jornalistas da Rede Amazônica Macapá.
 

Depois de 5 anos após ter pedido protocolo de aumento de potência, somente em 2022 foi concretizado pela Anatel, a emissora passou da classe B2 para A4 e assim alcançando mais cidades da região metropolitana e parte do interior do estado.

## Programas
- Estação CBN (Salgado Neto e Tatiana Guedes)
- Boletim de Notícias (Caroline Magalhães)

Além destes, são retransmitidos programas das demais emissoras da rede CBN Amazônia, tais como Audiência Pública, CBN Tarde de Notícias, CBN Agroindústria, CBN Mercado Inteligente e Visita na CBN, todos gerados de Belém e o Amazônia Que Eu Quero, transmitido de Manaus.